# Archichauliodes plomleyi
Archichauliodes plomleyi är en insektsart som beskrevs av Douglas E. Kimmins 1954. Archichauliodes plomleyi ingår i släktet Archichauliodes och familjen Corydalidae. Inga underarter finns listade i Catalogue of Life.